# Pseudocoremia astrapia
Pseudocoremia astrapia là một loài bướm đêm trong họ Geometridae.